# Lipnik lepki

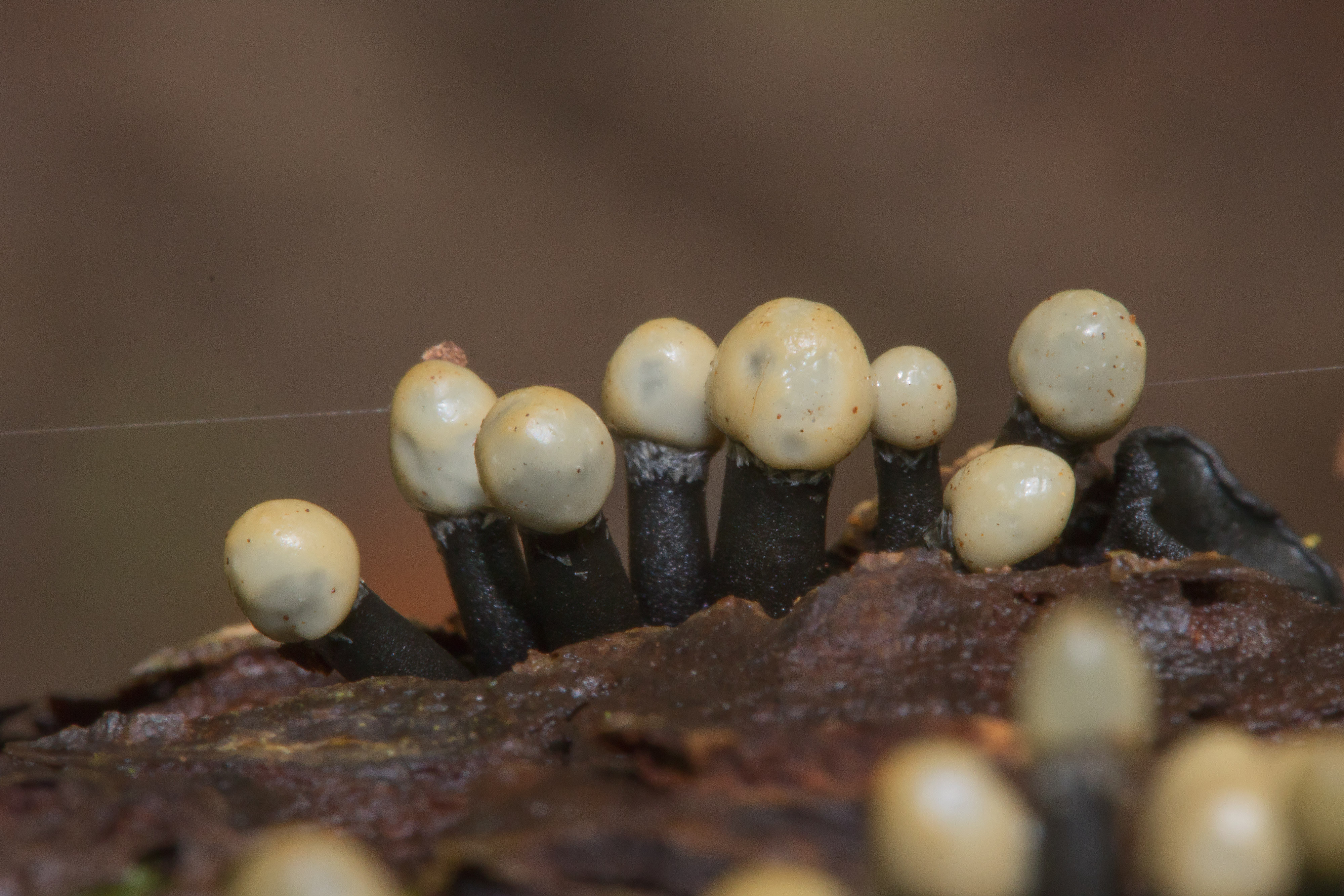
Lipnik lepki – anamorfy, czyli stadia niedoskonałe (konidialne), z czarnymi trzonkami z szarymi główkami

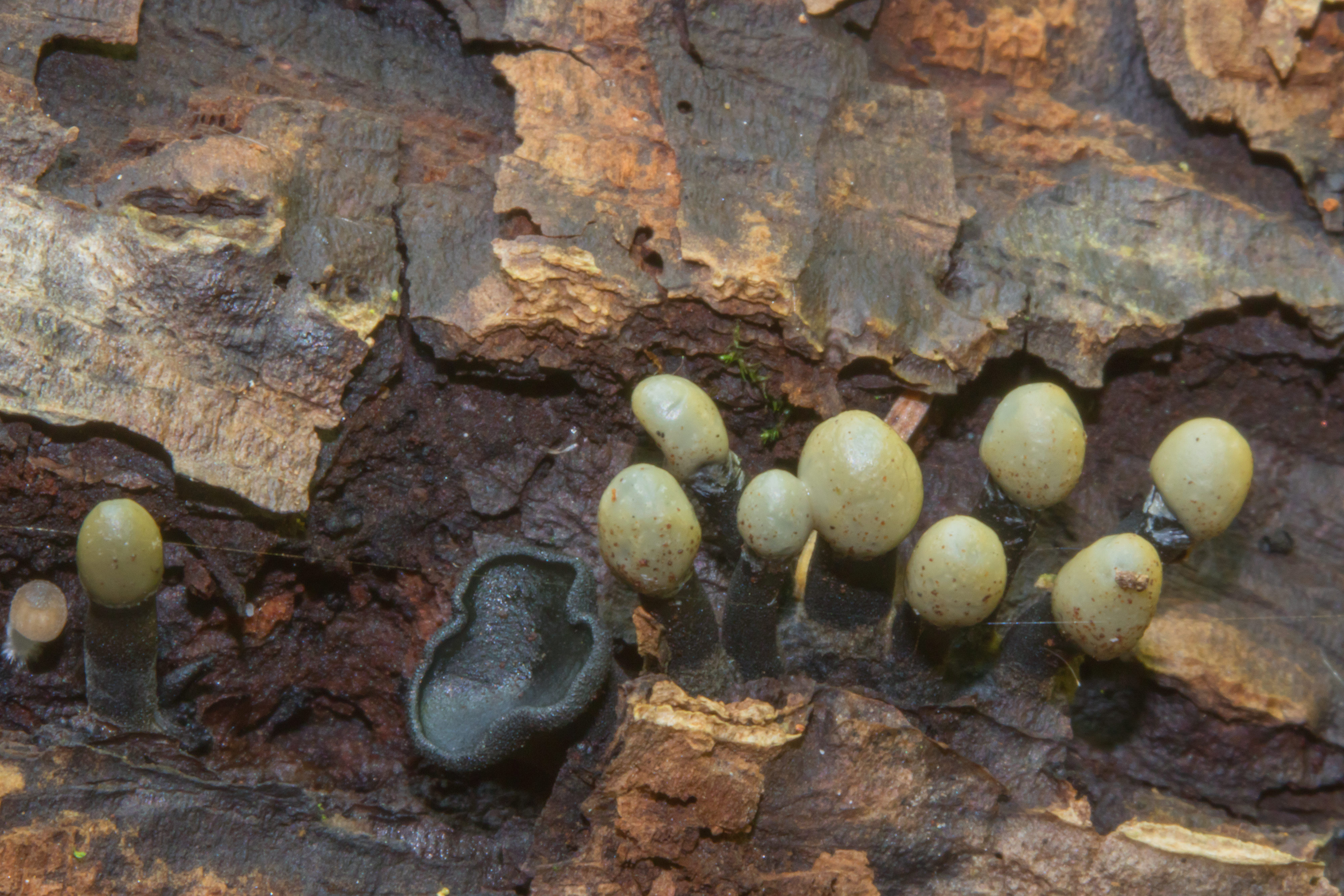
Lipnik lepki – anamorfy, czyli stadia niedoskonałe (konidialne), z czarnymi trzonkami z szarymi główkami oraz stadium generatywne – teleomorfa – cała czarna miseczka

Lipnik lepki (Holwaya mucida (Schulzer) Korf & Abawi) – gatunek grzybów, jedyny w Polsce przedstawiciel rodzaju Holwaya.

## Systematyka i nazewnictwo
Pozycja w klasyfikacji według Index Fungorum
Incertae sedis, Incertae sedis, Leotiomycetidae, Leotiomycetes, Pezizomycotina, Ascomycota, Fungi.
Taksonomia
Rodzaj Holwaya był wcześniej zaliczany do rodziny prószykowatych Bulgariaceae (Lumbsch i Huhndorf 2010), ale został usunięty z tej rodziny przez Crous (2014). W 2006 roku rodzaj Holwaya umieszczany został w rodzinie Tympanidaceae (Baral 2016). Jednak przegląd rodziny Tympanidaceae oraz wyniki filogenezy genów klasy patyczniaków (Leotiomycetes) wykazały, że rodzaj nie jest spokrewniony z rodzajem Tympanis, ale tworzy siostrzany klad Thelebolales w klasie patyczniaków (Leotiomycetes) jako incertae sedis. Luis Quijada i in. (2019) dostarczając morfologiczne i filogenetyczne dowody łączące rodzaje Holwaya i Patinella dążą do poprawy klasyfikacji patyczniaków (Leotiomycetes) poprzez umieszczenie dwóch rodzajów o obecnie niepewnej pozycji w nowej rodzinie za pomocą wielofazowej taksonomii. w najnowszym wydaniu Dictionary of the Fungi rodzaj Holwaya został sklasyfikowany jako incertae sedis w klasie patyczniaków (Leotiomycetes) bez określenia rodziny i rzędu.
Nazwa
Jako pierwszy nazwę systematyczną dla obu postaci doskonałej i niedoskonałej podał Schulzer von Müggenburg (1860), które opisał jako nowy gatunek Ditiola mucida. Rodzaj Holwaya wniósł do systematyki Saccardo (1889), a nazwa gatunkowa została utrwalana poprzez badania, które przeprowadzili Richard P. Korf i George S. Abawi.
Nazwę polską podał Marcin Stanisław Wilga i inni (2010) ze względu na to, że występuje w większości przypadków na korze lip i ma lepkie, szare główki anamorfy.

## Morfologia
Owocnik
Grzyb ten w postaci bezpłciowej (anamorfa) ma wygląd zapałki, z czarnym trzonkiem i szarym łebkiem, i który często może występować bez postaci rozmnażającej się płciowo (teleomorfy), która jest czarną, często błyszczącą miseczką (apotecjum) i osiąga wielkość od 7 do 15 mm średnicy. Postać bezpłciowa tworząca tzw. koremium ma błyszczący czarny trzon o grubości około 2 mm i wysokości od 3 do 10 mm, który zwęża się w górę do obłej, zasadniczo eliptycznej, lepkiej, szarej główki z konidiami.
Miąższ
Czarna, gumowata struktura.
Cechy mikroskopowe
Worki są 1–8 zarodnikowe, mierzą (120–)160–220 × 9–13,5 µm, z przegrodami i sprzążkami w kształcie zakrzywionych haków. Wstawki (parafizy, parafyzy) są cylindryczne, mają poszerzone końcówki i są osadzone w brązowej materii. Zarodniki cylindryczne, 12–20–komórkowe o wymiarach 30–65 × 2,5–4 μm.

## Występowanie i siedlisko
W Polsce gatunek rzadki, występuje na kilkunastu zaledwie stanowiskach: w Puszczy Białowieskiej, Puszczy Knyszyńskiej, Puszczy Piskiej, Puszczy Niepołomickiej, w Wigierskim Parku Narodowym, Kazimierskim Parku Krajobrazowym, w rejonie Gdańska (m.in. na terenie „Jaru rzeki Raduni” i Trójmiejskiego Parku Krajobrazowego) (2010), Pogórzu Śląskim (Cieszyn), Wysoczyźnie Elbląskiej (2013), Pogórzu Kaczawskim (2018) i na Mazowszu (w rezerwacie przyrody „Rezerwat im. Króla Jana Sobieskiego” (2010) i w rezerwacie przyrody „Skarpa Ursynowska” (2008)). Do 2020 r. podano 36 jego stanowisk. W latach 1995–2004 i powtórnie od roku 2014 objęty ochroną częściową bez
możliwości zastosowania wyłączeń spod ochrony uzasadnionych względami gospodarki rolnej, leśnej lub rybackiej.
Saprotrof rozwijający się na korze powalonych drzew. Prawie zawsze ogranicza się do gatunków z rodzaju lipa (Tilia sp.), choć jest przenoszony na innych gospodarzy, w tym na gatunki z rodzaju: jawor (Acer sp.), kasztan (Castanea sp.), buk (Fagus sp.), jesion (Fraxinus sp.), magnolia (Magnolia sp.), dąb (Quercus sp.) i wiąz (Ulmus sp.).
W strefie umiarkowanej Europy owocniki pojawiają się od lipca do marca, a w Polsce głównie jesienią i wczesną zimą.